# ديتر روث
ديتر روث (بالألمانية: Dieter Roth)‏ هو كاتب ورسام سويسري وألماني، ولد في 21 أبريل 1930 في هانوفر في ألمانيا، وتوفي في 5 يونيو 1998 في بازل في سويسرا بسبب نوبة قلبية.

## وصلات خارجية
- ديتر روث على موقع مونزينجر (الألمانية)
- ديتر روث على موقع ميوزك برينز (الإنجليزية)
- ديتر روث على موقع ديسكوغز (الإنجليزية)